# Дон Джонсън
Донaлд Уейн Джонсън, известен като Дон Джонсън (на английски: Don Johnson), е американски кино- и телевизионен актьор. Името му добива световна слава с ролята му от популярния телевизионен сериал от 1980-те „Маями Вайс“. За изпълнението си в този филм Джонсън получава награда „Златен глобус“.

## Биография

### Произход и образование
Дон Джонсън е роден на 15 декември 1949 година във Флет Крийк, щата Мисури. Той е с английски произход. Баща му е фермер, а майка му козметичка. Когато е 6-годишен, семейството му се мести в Уичита, Канзас. През 1967 г. Джонсън завършва гимназия в Уичита. Докато е ученик е въвлечен в училищната театрална програма. В горните класове играе ролята на Тони от Уестсайдска история. В края на 1960-те посещава университета на Канзас в град Лорънс. По това време е член на психеделичната рок група „Хорсес“. Член на групата е и бъдещият китарист на Грейтфул Дед Боб Уиър.
Джонсън учи драма в „Америкън Консерватори Тийтър“ в Сан Франциско. Първата му главна роля е през 1969 г. в лосанджелиската сценична постановка – Fortune and Men's Eyes.

### Личен живот
Дон Джонсън е имал четири съпруги в пет брака, два от които съвсем кратки. През 1972 г., при снимките на филма The Harrad Experiment, където има поддържаща роля, той се запознава с Мелани Грифит, дъщеря на изпълнителката на главната роля – Типи Хедрен. Мелани тогава е 14-годишна. Двамата започват четиригодишна любовна афера, която приключва със сключването на брак през 1976 г., продължил по-малко от година. Повече от десетилетие по-късно, през 1989 г., те отново сключват брак, продължил до 1996 г. Дъщеря им Дакота Джонсън е родена през 1989 г.
През 1981 – 1985 г. Дон живее с Пати Д`Арбанвил, от която има син – Джеси Уейн Джонсън, роден през 1982 г. В края на 1980-те (1986 – 1988) Джонсън има връзка с Барбара Стрейзънд. Двамата правят песента „Till I Loved You“, издадена като сингъл през 1988 г.
От април 1999 г. Дон Джонсън е женен за бившата детска учителка Кели Фледжър. Двамата имат дъщеря – Атертън Грейс Джонсън, родена през 1999 г., и двама синове – Джаспър Джонсън, роден през 2002 г., и Дийкън Джонсън, роден през 2006 г.

## Избрана филмография
| Година      | Заглавие на български            | Оригинално заглавие                  | Роля                          | Режисьор                                    | Бележки |
| ----------- | -------------------------------- | ------------------------------------ | ----------------------------- | ------------------------------------------- | ------- |
| 1975        | „Момчето и неговото куче“        | A Boy and His Dog                    | Вик                           | награда „Сатурн“                            |         |
| 1984 – 1989 | „Маями Вайс“                     | Miami Vice                           | детектив Джеймс „Сони“ Крокет | телевизионен сериал награда „Златен глобус“ |         |
| 1990        | „Гореща точка“                   | The Hot Spot                         | Хари Мадокс                   |                                             |         |
| 1991        | „Харли Дейвидсън и Марлборо Мен“ | Harley Davidson and the Marlboro Man | Марлборо Мен                  |                                             |         |
| 1993        | „Фатален грях“                   | Guilty as Sin                        | Дейвид Грийнхил               |                                             |         |
| 1998        | „Сбогом любовнико“               | Goodbye Lover                        | Бен Дънмор                    |                                             |         |
| 2012        | „Джанго без окови“               | Django Unchained                     | Спенсър „Големия татко“ Бенет |                                             |         |
| 2018        | „Книга за възрастни“             | Book Club                            | Артър                         |                                             |         |
| 2019        | „Вземете ножове“                 | Knives Out                           | Ричард Драйсдейл              |                                             |         |

## Награди и номинации
Награди „Златен глобус“ (САЩ):
- 1986 година – Награда за най-добър актьор в телевизионни серии за Маями Вайс